# 丹尼斯·格雷梅邁爾
丹尼斯·格雷梅邁爾（Denis Gremelmayr，1981年8月16日—），是一位德國職業網球運動員。於2000年轉為職業選手。職業生涯最高排名為第59位，在2008年5月5日獲得。他獲得過十項單打賽事冠軍。

## 外部連結
- 官方网站
- 丹尼斯·格雷梅邁爾（英文/西班牙文）的官方資料
- 丹尼斯·格雷梅邁爾的國際網球總會 職業／青少年 官方資料（英文）
- 丹尼斯·格雷梅邁爾的官方資料（英文）